# Суленцинек
Суленцинек (пол. Sulęcinek) — село в Польщі, у гміні Кшикоси Сьредського повіту Великопольського воєводства.
Населення — 1529 осіб (2011).
У 1975-1998 роках село належало до Познанського воєводства.

## Демографія
Демографічна структура станом на 31 березня 2011 року:
|          | Загалом | Допрацездатний вік | Працездатний вік | Постпрацездатний вік |
| -------- | ------- | ------------------ | ---------------- | -------------------- |
| Чоловіки | 760     | 182                | 516              | 62                   |
| Жінки    | 769     | 164                | 481              | 124                  |
| Разом    | 1529    | 346                | 997              | 186                  |